# Федоровский, Александр Семёнович
Алекса́ндр Семёнович Федоровский (1885—1939) — российский и советский учёный, исследователь древностей Харьковщины.

## Биография
Родился в семье чиновника в городе Лебедин. Отец — потомственный почётный гражданин Семён Константинович Федоровский, мать — Мария Акимовна. Обучался в 4-й Харьковской мужской гимназии, а затем на физико-математическом факультете Харьковского университета. В 1903 году самостоятельно обследует неолитические памятники близ Чугуева и докладывает о результатах работ на заседании Харьковского историко-филологического общества. Совместно с П. П. Ефименко занимается составлением библиографии по археологии и этнографии Харьковщины. В 1906 году оба исследователя удостаиваются за эту работу премии им. А. А. Потебни. В преддверии XIV археологического съезда А. С. Федоровский принимает участие в исследованиях северянских курганов на Черниговщине под руководством Д. Я. Самоквасова.
В 1911 году под руководством профессора Н. А. Богословского защищает работу о находке ископаемого китообразного, получает диплом 1-й степени и устраивается на должность консерватора университетского геологического кабинета. Занимается изучением окаменелостей третичного периода, найденных у села Мандрыковка близ Екатеринослава. По рекомендации Д. И. Багалея производит раскопки Верхнесалтовского могильника и занимается анализом его керамических материалов, выделяя среди них 4 культурно-хронологических группы. В 1912 году проводит геологические и археологические исследования в долинах рек Большой и Малый Зеленчук. В 1914 году отправляется в зарубежную командировку, изучает коллекции музеев и научных институтов Европы. В 1915 году становится ассистентом кафедры геологии Харьковского университета. В 1916 году проводит археологические исследования близ Волчанска и Новочеркасска. В 1917 году А. С. Федоровскому присваивается степень магистра, в университете он занимает должность приват-доцента. В 1918 году обрабатывает коллекцию нижнетретичных рыб Мангышлака.
В 1919—1936 годах Федоровский был директором Харьковского археологического музея, при котором с 1920 года действовал семинар для студентов. Преподавал в целом ряде высших учебных заведений Харькова, заведовал археологической секцией Харьковского губернского комитета охраны памятников искусства и старины, проводил разведки и раскопки на территории Слобожанщины. Был научным наставником археологов И. Н. Луцкевича, В. А. Гринченко, А. А. Потапова, И. Г. Тесленко. В 1922 году занимался раскопками татарского погребения с конём близ посёлка Аскания-Нова, в 1927 году участвовал в археологических разведках Днепрогэсовской экспедиции под руководством Д. И. Яворницкого.
С 1924 года — член Всеукраинского археологического комитета. В 1925—1932 годах занимался природоохранной деятельностью, на протяжении трёх лет фактически возглавлял Украинский комитет охраны памятников природы. С 1926 года — член Украинского комитета охраны памятников культуры. В сентябре 1927 года выполнял обязанности генерального секретаря II конференции археологов СССР, на которой выступил с докладом «Средневековая бронзовая статуэтка, найденная в Херсонесе». Руководил археологической секцией историко-этнологического отдела Всеукраинской научной ассоциации востоковедения, выступал с докладом, посвящённым золотоордынским древностям Украины, на XVII международном конгрессе ориенталистов (Оксфорд, 1928), работал с коллекциями Британского музея. В 1930—1933 годах руководил Украинским институтом истории материальной культуры.
В 1934 году А. С. Федоровский был уволен из Харьковского университета за приверженность «буржуазной методологии». Передав руководство археологическим музеем своему ученику И. Н. Луцкевичу, в 1936 году Федоровский устроился в Харьковский педагогический институт, где проработал до своей смерти в 1939 году. Ученики Федоровского А. Потапов и Н. Фукс были репрессированы.
Значительная часть научного наследия А. С. Федоровского остаётся неопубликованной, в том числе работы о Мартыновском кладе и золотоордынских онгонах.

## Основные сочинения

#### Книги и брошюры
- К истории города Харькова. — Харьков: Печатное дело, 1915. — 8 с. Архивировано 15 апреля 2022 года.
- Археологические раскопки в окрестностях г. Волчанска. — Волчанск, 1916. — 10 с. Архивировано 6 января 2024 года.
- О рыбах Мандрыковки. — Петроград, 1916. — (Труды Геологического комитета. Новая серия. — Вып. 149).
- Геологический очерк Харьковской губернии. — Харьков: Союз, 1918. — 39 с. Архивировано 26 ноября 2023 года.
- Доисторическое прошлое Харьковской губернии. — Харьков: Союз, 1918. — 17 с. Архивировано 26 ноября 2023 года.
- Копальні багацтва на Україні: сіль, гіпс та ангідрит (укр.). — Харків: Союз, 1920. — 54 с.
- Інструкції та програми для розвідок і реєстрації пам'яток археологічних (укр.). — Харків: УКОПК, 1927. — 136 с.
- Геологические разрезы г. Харькова, составленные по данным буровых скважин. — Харьков, 1933. — 24 с.
- Археологічна спадщина професора О. С. Федоровського (укр.) / уклад. В. В. Скирда, відп. ред. С. І. Посохов. — Львів: Растр-7, 2024. — 320 с. Архивировано 7 ноября 2024 года.

#### Статьи и заметки
- Находка ископаемого китообразного в Змиевском уезде Харьковской губернии // Труды общества испытателей природы при Харьковском университете. — Харьков, 1912. — Т. XIV. — С. 253—287.
- Археологические заметки о Кубанской области // Известия Императорской археологической комиссии. — СПб., 1913. — Вып. 47. — С. 155—158.
- Верхне-Салтовский камерный могильник VIII—X вв. // Вестник Харьковского историко-филологического общества. — Харьков, 1913. — Вып. 3. — С. 143—171.
- Дневник раскопок Верхне-Салтовского могильника 18—22 сентября 1911 г. // Вестник Харьковского историко-филологического общества. — Харьков, 1914. — Вып. 5. — С. 75—84.
- Землетрясение в Купянском уезде 8-VIII 1913 г. // Известия Постоянной центральной сейсмической комиссии. — Петроград, 1914. — Т. VI, вып. 3. — С. 299—317.
- Геологический очерк Харькова и его окрестностей // По окрестностям Харькова: опыт естественно-исторического путеводителя  / под общ. ред. В. М. Арнольди. — Харьков, 1916. — Вып. I. — С. 155—198.
- К вопросу о мощности меловой толщи в Харькове // Труды общества испытателей природы при Харьковском университете. — Харьков, 1918. — Т. XLIX. — С. 29—36.
- Географический очерк Харьковской губ. // Природа и население Слободской Украйны. Харьковская губерния. — Харьков: Союз, 1918. — С. 5—35. Архивировано 16 апреля 2022 года.
- Доисторические разработки медных руд и металлургия бронзового века в Донецком бассейне // Воронежский историко-археологический вестник  / под ред. А. М. Путинцева. — Воронеж: Воронеж. отд-ние Гос. изд-ва, 1921. — Вып. 2. — С. 18—30.
- Доисторические древности в бассейне р. Донца // Известия Лисичанского музея  / ред. К. А. Угринский. — Лисичанск, 1921. — Т. 1, вып. 4. — С. 35—44. Архивировано 5 ноября 2018 года.
- Две бронзовые статуэтки Харьковского археологического музея // Наука на Украине. — 1922. — № 4. — С. 286—297.
- Краєзнавча робота в Харкові і на Слобожанщині (укр.) // Червоний шлях. — 1923. — № 3. — С. 186—194. Архивировано 16 апреля 2022 года.
- Ізюмська археологічна експедиція (укр.) // Червоний шлях. — 1923. — № 3. — С. 261—263. Архивировано 16 апреля 2022 года.
- Инструкции и программы для археологических разведок и сбора археологических материалов // Труды экспедиции для изучения Изюмского края под руководством проф. А. С. Федоровского. — Изюм, 1923. — Вып. I. — С. 1—30.
- Харківський археологічний музей та його науково-дослідча праця (укр.) // Наука на Україні : бюлетень Укрнауки[укр.]. — 1926. — № 1. — С. 44—48.
- Вітчит Харківського археологічного музею (за час з 1.Х 1925 по 1.Х 1926) (укр.) // Наука на Україні : бюлетень Укрнауки[укр.]. — 1926. — № 1. — С. 90—94.
- Про історію Ольбії та її розкопок (укр.) // Бюлетень Харківського наукового товариства[укр.]. — 1927. — № 1. — С. 9. Архивировано 16 апреля 2022 года.
- Інструкції та програми для розвідок і реєстрації пам’яток археологічних (укр.) // Охорона пам'яток культури на Україні. — Харків: УКОПК, 1927. — Вип. 1. — С. 15—144.
- Овражные глиняные катыши из окрестностей Харькова и Харьковской губернии // Наукови записки науково-дослідчої катедри геології. — Харків, 1928. — Вып. 1. — С. 5—15. Архивировано 1 июня 2020 года.
- Майдани Харківщини та майданові теорії (укр.) // Записки Всеукраїнського археологічного комітету. — Київ, 1930. — Т. I. — С. 61—87. Архивировано 16 апреля 2022 года.
- Археологічні розкопки в околицях Харкова (укр.) // Хроніка археології та мистецтва  / за ред. В. Козловськой. — Київ: ВУАК, 1930. — Вип. 1. — С. 5—10. Архивировано 27 ноября 2023 года.
- Розкопи Донецького городища в околицях Харкова (укр.) // Україна  / під ред. М. Грушевського. — Київ: Державне видавництво України, 1930. — Вип. 39. — С. 227—231. Архивировано 5 апреля 2023 года.
- Рештки культури татар Золотої Орди на Україні (укр.) // Східний світ[укр.]. — 1930. — № 2. — С. 288—289. Архивировано 16 апреля 2022 года.
- Новый источник железистой воды близ Харькова // Природа. — 1936. — № 4. — С. 77—78.
- Залізиста вода з свердловини в хуторі Коробовому Зміївського району Харківської області (укр.) // Наукові записки Харківського державного педінституту. — Харків: ХДПІ, 1940. — Т. IV. — С. 7—12. Архивировано 16 апреля 2022 года.